# Sansevieria francisii
Sansevieria francisii ist eine Pflanzenart aus der Gattung Sansevieria in der Familie der Spargelgewächse (Asparagaceae). Das Artepitheton ehrt den in England geborenen Sukkulentenkenner Francis K. Horwood aus den USA.

## Beschreibung
Sansevieria francisii wächst stammbildend mit Ausläufern als ausdauernde, sukkulente Pflanze. Der aufrechte Stamm wird bis zu 30 Zentimeter hoch. Die Ausläufer werden bis zu 16 Zentimeter lang und 0,8 bis 1,4 Zentimeter stark. Die bis zu 40 spiralig in fünf Reihen angeordneten Laubblätter sind zylindrisch geformt. Die einfache Blattspreite ist 8 bis 15 Zentimeter lang und weist an der Oberseite zu mindestens einem viertel bis dreiviertel der Länge eine deutliche Rinne auf. Sie endet in einer dornartigen Spreitenspitze. Die Blätter sind dunkelgrün mit graugrünen Querbändern und vier bis sechs dunkelgrünen Längslinien. Der Spreitenrand ist bräunlich rot mit weißer Kante entlang der von der Basis ersten Hälfte. Die zweite Hälfte ist grün. Die Blattoberfläche ist leicht rau.
Die einfach ährigen Blütenstände sind 12 bis 25 Zentimeter hoch. Die Rispen sind dicht mit ein bis zwei Blüten pro Büschel besetzt. Das Tragblatt ist dreieckig geformt und 6 mal 3 Millimeter groß. Der Blütenstiel ist bis zu Millimeter lang. Die Blütenhüllblätter sind grünlich weiß bis bräunlich grün. Die Blütenröhre ist bis 2 Zentimeter groß. Die weißen Zipfel sind ein Zentimeter lang.

## Verbreitung
Sansevieria francisii ist in Kenia verbreitet.

## Taxonomie
Die Erstbeschreibung erfolgte 1995 durch B. Juan Chahinian.

## Nachweise